# Euryoryzomys macconnelli
Euryoryzomys macconnelli är en däggdjursart som beskrevs av Thomas 1910. Euryoryzomys macconnelli ingår i släktet Euryoryzomys och familjen hamsterartade gnagare. Inga underarter finns listade i Catalogue of Life.
Arten listades tidigare i släktet risråttor.
Denna gnagare förekommer i norra Brasilien, regionen Guyana, södra Venezuela, Colombia, Ecuador och Peru. Den når i Anderna 1525 meter över havet. Arten lever i regnskogar och i andra fuktiga skogar.